# Cortyta phaeocyma
Cortyta phaeocyma là một loài bướm đêm trong họ Erebidae.